# موفق عادل
موفق عادل (12 يناير 1998- ) لاعب كرة قدم سوداني يلعب لنادي توتنهام تحت سن 22 كظهير أيسر، انضم لتمثيل منتخب السودان.